# 今天Call了沒
《今天Call了沒》是由匈牙利Telemedia InteracTV原創，授權由臺灣地區MTV頻道播出的電視節目。播映時間約從2007年10月起至2009年2月28日為止，因國家通訊傳播委員會（英文名稱：National Communication Commission，簡稱NCC）判定有詐欺嫌疑，而勒令停播。

## 節目特色
觀眾只要撥打電話至節目顯示的指定電話號碼，或者編寫簡訊至螢幕上的號碼，觀眾為「第十位」者，就可獲得參賽資格。而每一位撥打電話或編寫簡訊的觀眾，都必須依照系統業者收費規範付費參賽。
節目採現場直播、不剪接，也不事先彩排的方式播出。該節目無任何商業廣告贊助，完全依賴觀眾撥打電話或編寫簡訊的費用做為收入。主持人不斷希望觀眾，能夠撥打電話或編寫簡訊參加遊戲，只要被電腦選中之電視機觀眾，即可進行遊戲。多數遊戲是益智問題，或者是幾何、四則運算、代數等問題，只要被抽中之觀眾能夠解答出螢幕上之指定問題，即可獲得豐厚之獎金。每集節目只抽出一位至二位電視機觀眾進行答題，解答公佈後，正式結束該集節目。

## 節目爭議
節目播出後，受到多數爭議。國家通訊傳播委員會關注此節目許多的情況，認定節目收入與獎金支出不成比例，決定將該節目移送法辦，成為第一個法辦而勒令停播的節目。
節目中主持人說明只要觀眾是「第十位」，就有可取得參賽資格。然而，觀眾不知道自己何時能取得「每『第十名』參賽權」的資格，而節目也沒有告知怎麼判斷。由於每一通電話，與每一則簡訊均需付費，有觀眾花了上百元，仍然沒有取得「每『第十名』參賽權」的資格，致使該節目被認定為詐欺。
但節目製作者表示，節目絕對是具有公正性的，也有下列特點，保證不造假：
- 匈牙利版節目已於四十個國家、七十個頻道播出該節目，其他地區均未有觀眾表示不公或者是爭議；
- MTV均以跑馬燈、主持人口頭告知等，表示參賽者必須為「第十位」，才可以參賽，而跑馬燈字體也無過小之虞；
- 節目每天送出新臺幣至少有30,000以上的獎金，最高在2008年1月時，送出新臺幣約210,000的獎金。頒獎時均有律師見證，任何送出去的獎金，均有支票存根與領獎紀錄。

## 另見
- Call-in
- 詐欺

## 註腳
1. ↑  MTV官方網站2009年2月27日節目表[永久]與MTV官方網站2009年2月28日節目表[永久]比較。從2009年2月28日起，該節目正式停播。
2. 1 2  聯合新聞網：年吸4億有詐？「今天CALL了沒」送辦 （页面存档备份，存于），2009年2月26日查閱。
3. ↑  MTV LAX-Blog：MTV回應消基會對《今天Call了沒》的意見 （页面存档备份，存于），2009年2月26日查閱。

## 外部連結
- 《今天Call了沒》官方網站